# Герхард Шредер
Герхард Фриц Курт Шредер (Хамбург, 7. април 1944) је немачки политичар који је обављао дужност канцелара од 1998. до 2005. године, када га је на том месту заменила Ангела Меркел. Као 37. канцелар, заменио је Хелмута Кола. Члан је Социјалдемократске партије Немачке (SPD) и чији је био председник одређено време. Пре него што је постао политичар био је успешан адвокат.

## Приватни живот
Пуно име му је Герхард Фриц Курт Шредер. Родио се 1944. године, само три дана после смрти оца у Румунији, који се са Вермахтом повлачио из Русије. Дипломирао је право на универзитету у Гетингену, у тридесет и другој години, а издржавала га је мајка која је радила као спремачица. Женио се пет пута, у актуелни брак је ушао 2018. године.

## Канцелар Немачке (1998–2005)

### Владе

#### Прва Влада, 1998–2002
Након националних избора 1998. године, Шредер је постао канцелар као шеф коалиције СПД-Зелени. Током своје кампање за канцелара, он је себе представљао као прагматичног новог социјалдемократу који ће промовисати економски раст уз јачање великодушног немачког система социјалне заштите.
Након оставке Оскара Лафонтена на место лидера Социјалдемократске партије у марту 1999. године, у знак протеста због Шредеровог усвајања низа политика које је Лафонтен сматрао „неолибералним“, Шредер је преузео и функцију свог ривала. Априла 1999. године, на првој седници Немачке у обновљеном Рајхстагу, он је уз аплауз цитирао албанског писца Исмаила Кадареа, који је рекао: „Балкан је двориште европске куће, и ни у једној кући не може завладати мир све док се људи међусобно убијају у своје двориште." У потезу који је требало да сигнализира продубљивање савеза између Шредера и премијера Уједињеног Краљевства Тонија Блера, двојица лидера су у јуну 1999. издала манифест економских реформи на осамнаест страница. Под насловом "Европа : Трећи пут“, или ,,Die Neue Mitte'' на немачком, позвао је европске владе левог центра да смање порезе, спроведу реформе рада и социјалне заштите и подстичу предузетништво. У заједничком документу се наводи да европске владе морају да усвоје „агенду на страни понуде“ како би одговориле на глобализацију, захтеве тржишта капитала и технолошке промене.
Шредерови напори су се изјаловили у његовој сопственој странци, где је њена левица одбацила Шредер-Блеров позив на смањење социјалне државе и политике про-бизниса. Уместо тога, лист је преузео део кривице за узастопно шест пораза на немачким државним изборима 1999. за Социјалдемократску партију. Тек до 2000. Шредер је успео да искористи скандал са донацијама своје демохришћанске опозиције како би прогурао значајан закон о пореској реформи и поново успоставио своју доминацију на немачкој политичкој сцени.
Шредеров мандат је надгледао пресељење седишта владе из Бона у Берлин. У мају 2001. Шредер се преселио у своју нову званичну резиденцију, Савезну канцеларију у Берлину, скоро две године након што је град постао седиште немачке владе. Претходно је радио у згради у источном Берлину коју су користили бивши лидери Источне Немачке.

#### Друга Влада, 2002–2005
Током припрема за немачке изборе 2002. године, Социјалдемократе и Зелени су пратили кандидата десног центра Едмунда Штојбера све док катастрофа изазвана порастом поплавних вода у Немачкој није довела до побољшања у његовим анкетама. Штавише, његово популарно противљење рату у Ираку доминирало је у кампањи уочи избора. На гласању 22. септембра 2002., обезбедио је још један четворогодишњи мандат, са тесном већином од девет места у односу на 21.
У фебруару 2004. Шредер је поднео оставку на место председника СПД-а усред све веће критике његове странке на рачун његовог реформског програма; Франц Минтеферинг га је наследио на месту председника. 22. маја 2005, након што је СПД изгубио од Демохришћана (ЦДУ) у Северној Рајни-Вестфалији, Герхард Шредер је најавио да ће расписати савезне изборе „што је пре могуће“. Захтев за поверење је накнадно поражен у Бундестагу 1. јула 2005. са 151 према 296 (са 148 уздржаних), након што је Шредер позвао чланове да не гласају за његову владу како би покренули нове изборе. Као одговор, група левичарских дисидената СПД-а и Партије демократског социјализма сложили су се да учествују на заједничким изборима на општим изборима, а Шредеров ривал Оскар Лафонтен предводи нову групу.
Немачки савезни избори 2005. одржани су 18. септембра. После избора, ни Шредерова коалиција СПД-Зелени ни савез између ХДУ/ХСУ и FDP на челу са Ангелом Меркел нису остварили већину у парламенту, али је ХДУ/ХСУимала јаче изборно вођство у народу за један процентни поен. У изборној ноћи, и Шредер и Меркелова су тврдили да су победили и постали канцелар, али након што су првобитно одбацили велику коалицију са Меркеловом, Шредер и Минтеферинг су ушли у преговоре са њом и Едмундом Штојбером из ХСУ. 10. октобра је објављено да су се странке сложиле да формирају велику коалицију. Шредер је пристао да уступи место канцелара Меркеловој, али би СПД држао већину владиних функција и задржао значајну контролу над владином политиком. Меркелова је 22. новембра изабрана за канцелара.
Шредер је 11. октобра 2005. најавио да неће преузети функцију у новој влади, а у новембру је потврдио да ће напустити политику чим Меркелова преузме дужност. 23. новембра 2005. поднео је оставку на место у Бундестагу.
Дана 14. новембра 2005, на конференцији СПД-а у Карлсруеу, Шредер је позвао чланове СПД-а да подрже предложену коалицију, рекавши да она „непогрешиво носи, можда првенствено, отисак социјалдемократа“. Многи чланови СПД-а су раније назначили да подржавају коалицију, која би наставила политику Шредерове владе, али су се противили да га Ангела Меркел замени на месту канцелара. Конференција је великом већином гласала за одобрење споразума.

### Домаћа политика
У његовом првом мандату, Шредерова влада одлучила је да постепено укине нуклеарну енергију, финансира обновљиве изворе енергије, успостави грађанске заједнице за истополне партнере и либерализује закон о натурализацији.
Током Шредеревог времена на власти, економски раст је успорен на само 0,2% у 2002. години, а бруто домаћи производ се смањио 2003. године, док је незапосленост у Немачкој била преко границе од 10%. Већина гласача је убрзо повезала Шредера са реформским програмом Агенде 2010, који је укључивао резове у систему социјалне заштите (национално здравствено осигурање, исплате за случај незапослености, пензије), ниже порезе и реформисане прописе о запошљавању и плаћању. Такође је елиминисао порез на капиталну добит на продају корпоративних акција у покушају да земљу учини привлачнијом за стране инвеститоре.
Након избора 2002, СПД је стално губио подршку у истраживањима јавног мњења. Многи су све више доживљавали Шредеров програм Трећег пута као демонтажу немачке државе благостања. Штавише, висока стопа незапослености у Немачкој је остала озбиљан проблем за владу.
Шредерова пореска политика је такође била непопуларна; када је сатирична радио емисија The Gerd Show објавила Песму пореза(Der Steuersong), у којој је Шредеров глас (импресионисте Елмара Бранта) исмевао немачко индиректно опорезивање, постао је немачки божићни хит број 1 2002. и продат је у више од милион примерака.
Чињеница да је Шредер био у управном одбору Фолксвагена (позиција која је дошла са његовом позицијом министра-председника Доње Саксоније) и да је преферирао политику за аутомобиле довела је до тога да је добио надимак канцелар за аутомобиле (Auto-Kanzler).

### Европска интеграција
Године 1997. Шредер се придружио министрима-председницима две друге немачке државе, Курту Биденкопфу и Едмунду Штојберу, у излагању аргумента за петогодишње одлагање европске валутне уније. Након преузимања дужности, обавио је своје прво званично путовање у иностранство у Француску на састанке са председником Жаком Шираком и премијером Лионелом Жоспеном у октобру 1998. године. Састанак оба лидера 2001. одржан у Блесхајму касније је дао назив редовној серији неформалних састанака између француског председника, немачке канцеларке и њихових министара спољних послова. Састанци су одржавани наизменично у Француској и Немачкој. На четрдесету годишњицу Јелисејског споразума, обе стране су се сложиле да ће се, уместо да се самити одржавају два пута годишње, одржавати редовни састанци савета француских и немачких министара које ће надгледати њихови министри спољних послова. У потезу без преседана, Ширак је формално пристао да представља Шредера у његовом одсуству на састанку Европског савета у октобру 2003. године.
У својим првим месецима на функцији, Шредер је енергично захтевао да се немачки нето годишњи допринос од око 12.000.000.000 долара у буџет Европске уније смањи, рекавши да његова земља највише плаћа за европски „отпад“. Касније је модерирао своје ставове када је имао своје ставове. Влада је 1999. године одржала ротирајуће председавање Саветом Европске уније.
Године 2003. Шредер и Ширак су се сложили да поделе власт у институцијама Европске уније између председника Европске комисије, којег бира Европски парламент, и председника Европског савета са пуним радним временом, којег бирају шефови држава и влада; њихов споразум је касније био основа за дискусије на Конвенцији о будућности Европе и постао је закон ступањем на снагу Лисабонског уговора. Уочи француског референдума о европском уставу, Шредер се придружио Шираку у позивању француских гласача да подрже нови споразум, који би унео нова правила за проширену ЕУ од 25 држава чланица и проширио области колективног деловања.
Такође 2003. године, и Шредер и Ширак су изнудили суспензију санкција са којима су се обоје суочили због кршења фискалних правила Европске уније која су у основи евра – Пакта за стабилност и раст – три године заредом. Шредер је касније позвао на ревизију Лисабонске стратегије и тиме повлачење од европског циља да престигне Сједињене Државе као најконкурентнија економија света до 2010. Уместо тога, позвао је ЕУ да реформише Пакт како би подстакао раст и тражио преоријентацију од 100.000.000.000 евра годишњег буџета ЕУ за истраживање и иновације. До 2005. године, он је успешно инсистирао на споразуму о свеобухватним плановима за преписивање Пакта, који је сада омогућавао чланицама ЕУ са дефицитима изнад првобитних 3% БДП-а да наведу трошкове „поновног уједињења Европе“ као олакшавајући фактор.
Шредер се сматрао снажним савезником пољског премијера Лешека Милера и заговорником проширења Европске уније 2004. године. 1. августа 2004, на шездесету годишњицу Варшавског устанка 1944, извинио се Пољској за „немерљиве патње“ њеног народа током сукоба; био је први немачки канцелар који је позван на годишњицу устанка. И Шредер и министар спољних послова Јошка Фишер такође су подржали приступање Турске Европској унији.

### Спољна политика
Означавајући јасан раскид са опрезом немачке спољне политике од Другог светског рата, Шредер је 1999. изнео своју визију међународне улоге земље, описујући Немачку као „велику силу у Европи“ која неће оклевати да следи своје националне интересе. Шредер је такође наставио успостављену социјалдемократску политичку традицију Вандела дурш Хендела.
Шредер је такође почео да тражи решење како да надокнади робовске раднике из нацистичке ере скоро чим је изабран за канцелара. Преокренувши тврдолинијашки став свог претходника Хелмута Кола, пристао је да влада заједно са индустријом допринесе фонду који би надокнађивао људе које је нацистички режим приморао да раде у немачким фабрикама и именовао Ота Графа Ламбсдорфа да представља немачку индустрију у преговорима са организацијама преживелих, америчким адвокатима и владом САД.
Шредер је послао снаге на Косово и у Авганистан у оквиру НАТО операција. До Шредеровог канцелара, немачке трупе нису учествовале у борбеним акцијама од Другог светског рата. На почетку ирачке кризе, Шредер је у марту 2002. изјавио да Немачка неће учествовати у рату у Ираку без мандата УН. У лето 2002, током кампање за савезне изборе, прогласио је „немачки пут“ као алтернативу „америчком ратном хушкању“ у Ираку и представио Немачку као мировну силу.
У мају 2019. на WORLD.MINDS-у у Београду, 20 година након бомбардовања Београда од стране НАТО трупа, Шредер је недвосмислено изјавио да би ретроспективно, ако би морао поново да доноси одлуку, одобрио ваздушно бомбардовање бивше Југославије опет. Шредер је рекао да би „најлакше решење било прво примити Србију у Европску унију, а затим унутар, као саставног дела ЕУ, наћи решење [косовског питања].“ С обзиром да Немачка има дуго искуство са самим тероризмом, рекао је Шредер. Шредер је изјавио солидарност са Сједињеним Државама након напада 11. септембра 2001. године. Када је Шредер напустио функцију, Немачка је имала 2.000 војника у Авганистану, највећи контингент из било које нације осим Сједињених Држава, Велике Британије, Француске, Канаде и после две године Авганистана.

#### Односи са Блиским истоком
Током свог времена у влади, и Шредер и његов министар спољних послова Јошка Фишер су сматрани искрено, ако не и некритички, про-израелским. Шредер је представљао немачку владу на сахрани јорданског краља Хусеина у Аману 9. фебруара 1999. године.
Када су се британски авиони придружили снагама Сједињених Држава које су бомбардовале Ирак без консултација са Саветом безбедности Уједињених нација у децембру 1998. године, Шредер је обећао „неограничену солидарност“. Али, заједно са француским председником Жаком Шираком и многим другим светским лидерима, Шредер је касније оштро говорио против инвазије на Ирак 2003. и одбио је било какву војну помоћ у тој инвазији. Шредеров став је изазвао политичка трвења између САД и Немачке, посебно зато што је ову тему користио за своју предизборну кампању 2002. године. Шредеров став поставио је терен за наводне антиамеричке изјаве чланова СПД-а. Парламентарни лидер СПД-а Лудвиг Штиглер упоредио је америчког председника Џорџа В. Буша са Јулијем Цезаром, док је Шредерова министарка правде, Херта Дојблер-Гмелин, упоредила Бушову спољну политику са политиком Адолфа Хитлера. Шредерови критичари оптужили су га да појачава и води кампању против антиамеричких осећања у Немачкој. Након његовог реизбора 2002, Шредер и Буш су се ретко састајали и њихов анимозитет је виђен као све већи политички јаз између САД и Европе. Буш је у својим мемоарима навео да је Шредер првобитно обећао да ће подржати рат у Ираку, али се предомислио због предстојећих немачких избора и јавног мњења снажно против инвазије, на шта је Шредер одговорио рекавши да Буш „не говори истину“. На питање у марту 2003. да ли је самокритичан по питању свог става о Ираку, Шредер је одговорио: „Веома ми је жао што је било претераних изјава“ њега и бивших чланова његове владе (које су капитализовали непопуларност рата).

#### Односи са Русијом
На свом првом званичном путовању у Русију крајем 1998. године, Шредер је сугерисао да Немачка вероватно неће пружити више помоћи тој земљи. Такође је настојао да се одвоји од блиског личног односа који је његов претходник Хелмут Кол имао са руским председником Борисом Јељцином, рекавши да би немачко-руски односи требало да се „развијају независно од конкретних политичких личности“. Убрзо након тога, међутим, гајио је блиске везе са Јељциновим наследником, председником Владимиром Путином, у покушају да ојача „стратешко партнерство” између Берлина и Москве, укључујући отварање гасовода преко Балтичког мора искључиво између Русије и Немачке (види „Гаспром контроверзе " испод). Током свог мандата, посетио је земљу пет пута.
Шредер је био критикован у медијима, а потом и од стране Ангеле Меркел, јер је Путина назвао „беспрекорним демократом“ 22. новембра 2004, само неколико дана пре него што је Путин прерано честитао Виктору Јануковичу током Наранџасте револуције. Године 2005. Шредер је на свечаном представљању Ербаса А380 у Тулузу сугерисао да још увек има места у чамцу ЕАДС-а за Русију.
У својим последњим данима на функцији 2005. године потписао је споразум између Немачке и руског државног Гаспрома о изградњи Северног тока 1 пре него што је напустио функцију и скоро одмах се придружио одбору гасоводне компаније. Он је одбацио критике тог потеза и најавио правни поступак због извештаја да ће бити плаћен између 200.000 евра (134.000 фунти) и милион евра годишње. Године 2022. наводно је плаћен око 270.000 долара годишње као председник одбора акционара.
Само неколико дана након што је постао канцелар, Шредер се придружио управном одбору заједничког предузећа Северни ток, што је довело до нових спекулација о његовој претходној објективности. У својим мемоарима Одлуке: мој живот у политици, Шредер и даље брани свог пријатеља и политичког савезника и наводи да би „било погрешно постављати превелике захтеве Русији када је у питању стопа унутрашње политичке реформе и демократски развој, или судити искључиво на основу сукоба у Чеченији.“ Шредерова континуирана блиска веза са Владимиром Путином и његовом владом након што је његово канцеларско место наишла на широке критике у Немачкој.

#### Односи са Кином
Током свог мандата, Шредер је посетио Кину шест пута. Био је први западни политичар који је отпутовао у Пекинг и извинио се након што су НАТО авиони грешком бомбардовали кинеску амбасаду у Београду 1999. године. Године 2004. он и кинески премијер Вен Ђабао успоставили су сигурну, директну телефонску линију. Такође је вршио притисак на укидање ембарга ЕУ на оружје Кини.

#### Улога у нападу НАТО на СР Југославију 1999. године
Шредер је први немачки канцелар после Адолфа Хитлера који је послао немачку војску у инострани рат, у склопу напада НАТО на Југославију 1999. године. Ову одлуку је оправдао на следећи начин: „На геноцид у Југославији не може се одговорити пацифизмом и Немачка мора да стане иза етничких Албанаца, жртава протеривања, силовања и убијања“.
24. априла 2017. године боравио је у Београду где је дао подршку Александру Вучићу и Српској напредној странци на њиховом предизборном скупу у Комбанк арени.

## Ставови

### Независност Косова
Шредер је критиковао брзу одлуку неких европских земаља да признају Косово као независну државу након што је оно прогласило независност у фебруару 2008. Он верује да је одлука донета под великим притиском владе САД и да је изазвала више проблема, укључујући слабљење про-ЕУ снага у Србији.

## Каријера ван политике
Након завршетка његовог мандата, Шредера је 2006. године ангажовала „Ротшилд група”, највећа светска банка у породичном власништву, као саветника за пословање у Источној Европи, Русији, Турској и Кини.
Тренутно председава одбором деоничара фирме Nord Stream AG, која је власник Северног тока.